# Acianthera glanduligera
Acianthera glanduligera är en orkidéart som först beskrevs av John Lindley, och fick sitt nu gällande namn av Carlyle August Luer. Acianthera glanduligera ingår i släktet Acianthera och familjen orkidéer. Inga underarter finns listade i Catalogue of Life.

## Bildgalleri

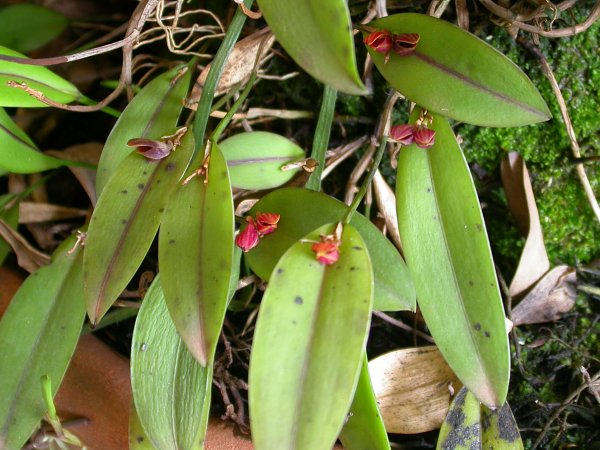
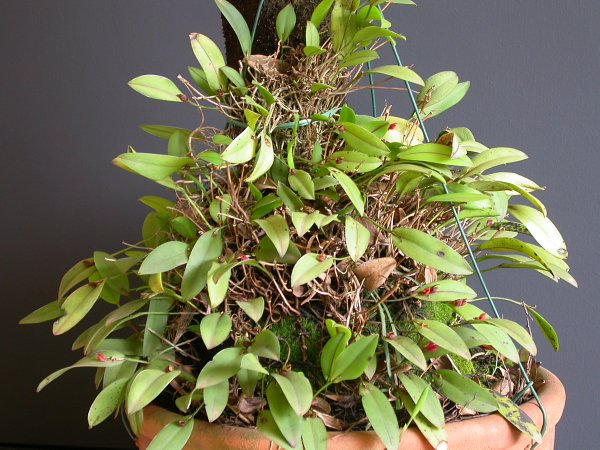
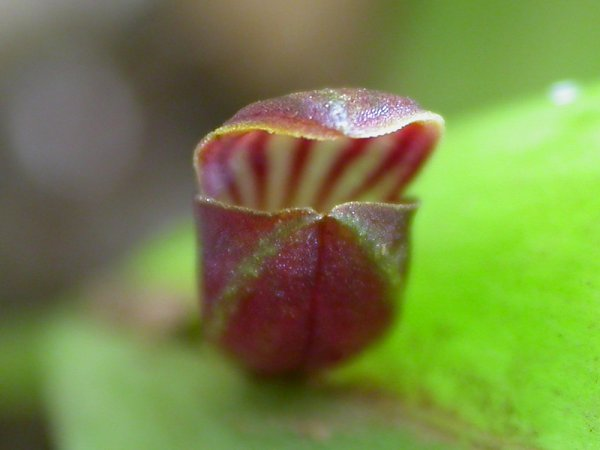
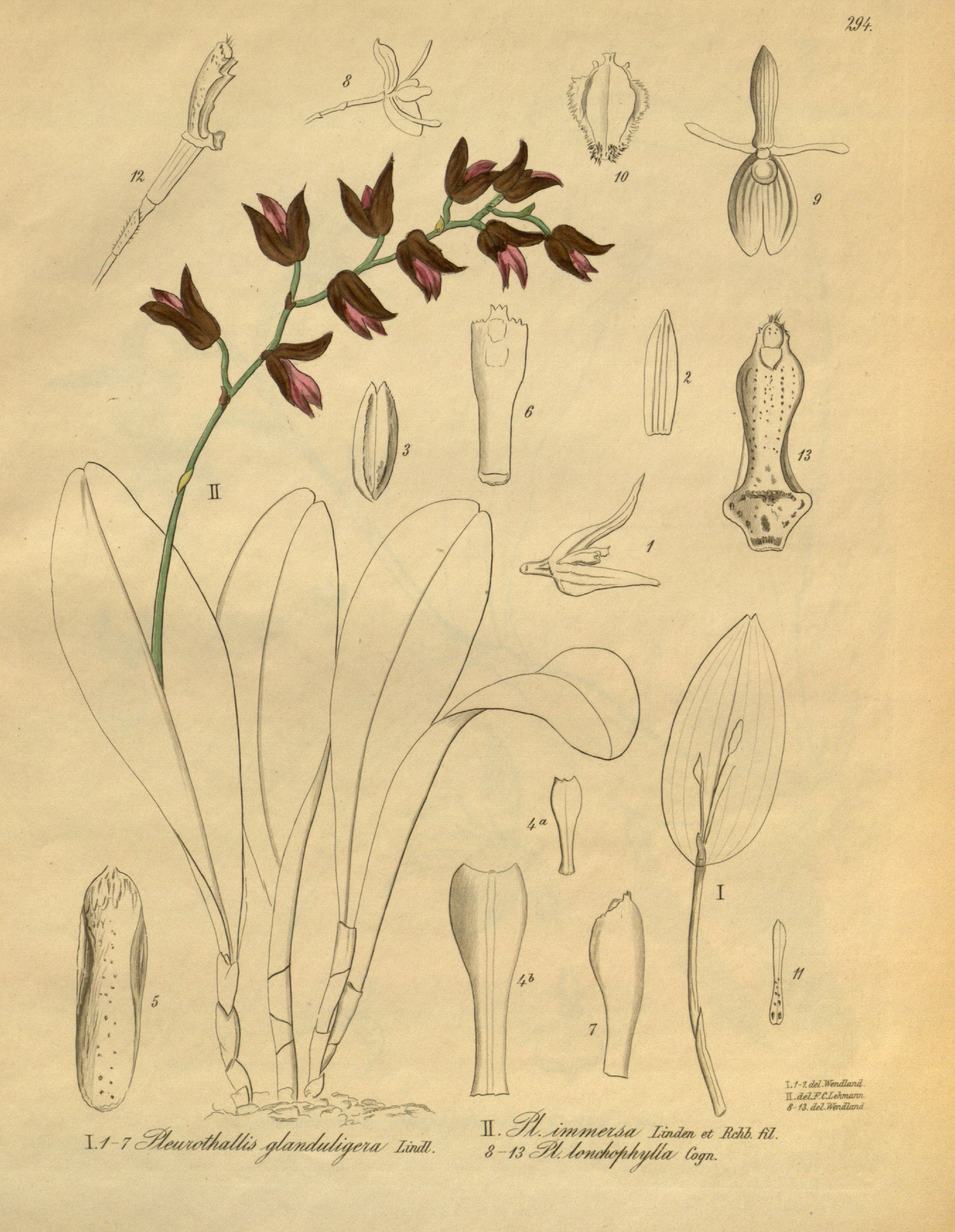
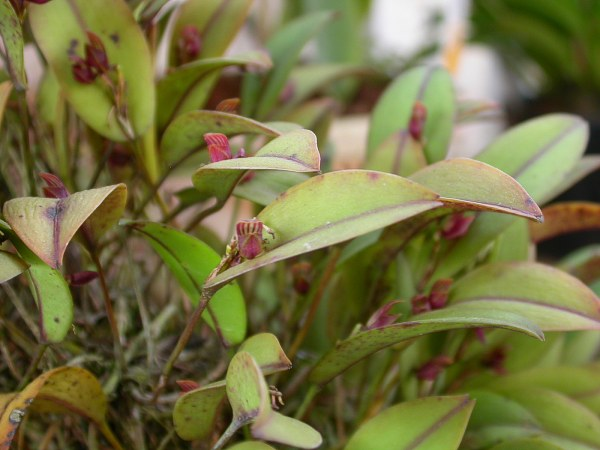
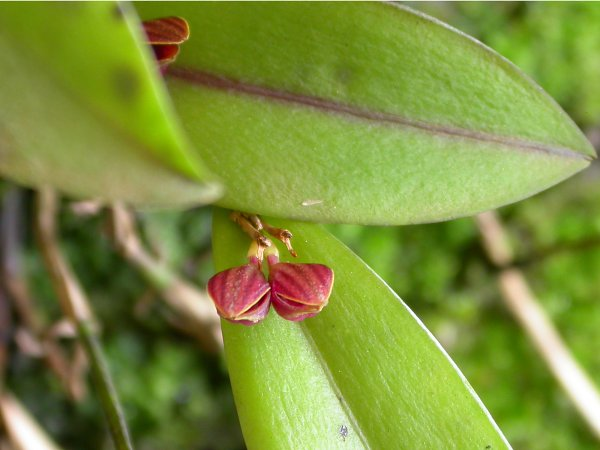